# Macristis
Macristis là một chi bướm đêm thuộc họ Erebidae.

## Loài
- Macristis bilinealis Barnes & McDunnough, 1912
- Macristis geminipunctalis Schaus, 1916
- Macristis schausi Barnes & Benjamin, 1924